# Svartsjö kontrakt
Svartsjö kontrakt var ett kontrakt inom Svenska kyrkan i Stockholms stift. Det upphörde 31 december 1961.

## Administrativ historik
Före 1 juli 1942 tillhörde kontraktet Uppsala stift för att då övergå till Stockholms stift. Huvuddelen av församlingarna överfördes vid upplösningen till Birka kontrakt. Kontraktet omfattade
- Ekerö församling
- Munsö församling
- Sånga församling
- Skå församling
- Lovö församling
- Färentuna församling
- Hilleshögs församling
- Adelsö församling

1 oktober 1943 tillfördes Bromma församling från Stockholms kontrakt och som vid upplösningen överfördes till Bromma kontrakt
1955 bildades
- Essinge församling som vid upplösningen överfördes till Bromma kontrakt
- Västerleds församling som vid upplösningen överfördes till Bromma kontrakt

## Kontraktsprostar
| Ämbetstid | Namn                        | Levnadstid | Kommentarer                                               |
| --------- | --------------------------- | ---------- | --------------------------------------------------------- |
| 1943–1947 | Manne Fröberg               | 1884–1950  | Kyrkoherde i Lovö församling.                             |
| 1948–1955 | Fritz Josef Daniel Holmgren | 1890–      | Kyrkoherde i Bromma församling och Västerleds församling. |